# Distrito de Iray

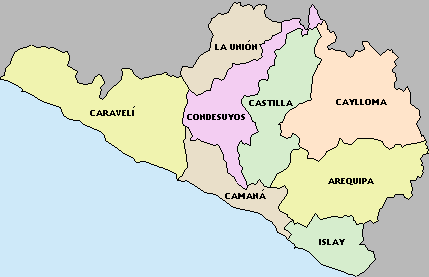
Provincias de Arequipa

El distrito de Iray es uno de los ocho distritos que conforman la provincia de Condesuyos en el departamento de Arequipa, bajo la administración del Gobierno regional de Arequipa, en el sur del Perú.
Desde el punto de vista jerárquico de la Iglesia católica forma parte de la Prelatura de Chuquibamba en la arquidiócesis de Arequipa.

## Historia
Del distrito fue creado mediante Ley n.º 2574 del 26 de noviembre de 1917, en el gobierno del Presidente José Pardo y Barreda.

## Autoridades

### Municipales
- 2011-2014[3]
  - Alcalde: Rufino Antonio Manchego Zevallos, del Partido Alianza para el Progreso (APEP).
  - Regidores: Ana María Díaz Salas (APEP), Derly Elith Serrano Pérez (APEP), Celia Judith Tapia Martínez (APEP), Eugenio Benito Cárdenas Cruz (APEP), Mamerto Yudaldo León Ríos (Condesuyos Progresa).
- 2007-2011
  - Alcalde: Yurgen Oscar Bernal Medina.

### Religiosas
- Obispo Prelado: Mons. Mario Busquets Jordá.

## Festividades
- Carnavales.
- Virgen de la Asunción.

El 8 de setiembre festeja a la Virgen de la Alta Gracia y en el barrio de Belén al Señor Justo Juez.
En el anexo de San Francisco festejan al santo del mismo nombre, más al sur en Pacaycharca a la Virgen del Rosario, en el anexo de Chiringay también festeja a la Virgen del Rosario y en Siguán a la Virgen del Pilar.
El 16 de julio se celebra a Nuestra Santísima Virgen del Carmen, en el Anexo de Arequipilla.